# Goniobryum subbasilare
Goniobryum subbasilare är en bladmossart som beskrevs av Lindberg 1865. Goniobryum subbasilare ingår i släktet Goniobryum och familjen Rhizogoniaceae. Inga underarter finns listade i Catalogue of Life.